# Petr Pakosta
Petr Pakosta (* 8. srpna 1957 Svitavy) je český politik, v letech 2006 až 2012 senátor za obvod č. 47 – Náchod a bývalý člen ODS.

## Vzdělání, profese a rodina
Po absolvování Střední zemědělské technické školy v Litomyšli (1972–1976) pracoval jako traktorista v JZD v Dobrém, poté nastoupil na základní vojenskou službu. V roce 1980 byl přijat k dálkovému studiu na ČVUT – Fakulta strojní.
V letech 1981 až 1990 pracoval v Novém Městě nad Metují jako technolog a později konstruktér.
V roce 1990 byl zaměstnancem Občanského fóra v Rychnově nad Kněžnou. Po jeho rozpadu v roce 1991 pracoval jako manažer ODS v Náchodě. Od roku 1994 soukromě podniká v oboru ekonomie a jako daňový poradce. Specializuje se na likvidace společností.
Je ženatý a má dvě dcery.

## Politická kariéra
Členem ODS byl od roku 1991. Od roku 2006 působil jako člen Senátu PČR, když v prvním kole voleb porazil předcházejícího senátora Petra Fejfara z US-DEU v poměru 32,11 % : 13,94 % hlasů. Ve druhém kole potvrdil svou pozici a stal se senátorem se ziskem 57,69 % všech platných hlasů.
V lednu 2012 vystoupil z ODS z důvodu nespokojenosti s politikou této strany a v senátních volbách v říjnu 2012 kandidoval jako nezávislý. Skončil na třetím místě za kandidáty KSČM a ČSSD.

## Kontroverze
Roku 2013 prohlásil na svém facebookovém profilu v souvislosti s útokem skupiny Romů na manželský pár v Duchcově: "Agresivita našich diskriminovaných spoluobčanů už dlouho přesahuje jakoukoli myslitelnou hranici. Co s tím? Hladit a hladit. Až do úplného vyhlazení. Vrásek". Kvůli tomuto výroku na něj bylo podáno trestní oznámení pro podněcování nenávisti vůči skupině osob (bylo odloženo).